# La Marne
La Marne is een gemeente in het Franse departement Loire-Atlantique (regio Pays de la Loire). De plaats maakt deel uit van het arrondissement Nantes. La Marne telde op 1 januari 2022 1.578 inwoners.

## Geografie
De oppervlakte van La Marne bedroeg op 1 januari 2022 17,8 vierkante kilometer; de bevolkingsdichtheid was toen 88,7 inwoners per km².

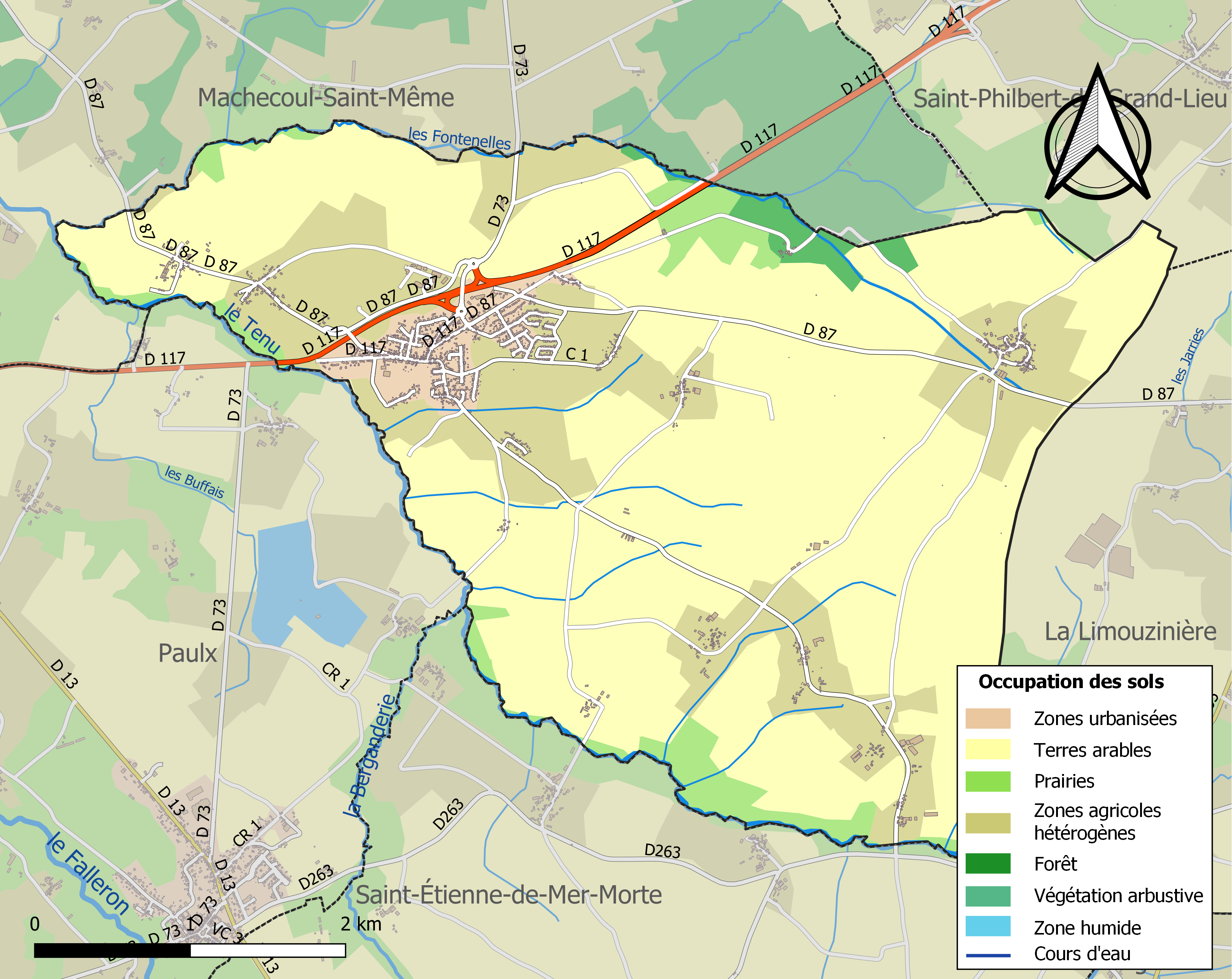
Kaart van de gemeente met de belangrijkste infrastructuur, bodemgebruik en omliggende gemeenten

## Demografie
Onderstaande figuur toont het verloop van het inwonertal (bron: INSEE-tellingen).